# Shahed 131
Ne doit pas être confondu avec HESA Shahed 136.
Le Shahed 131, ou Geran-1 (en service pour l'armée russe), est un drone de fabrication iranienne qui s'est fait connaître en octobre 2022 lors de l'invasion russe de l'Ukraine,,,. Il est propulsé par un moteur Wankel. Jane’s Information Group a créé un résumé technique détaillé de la machine.

## Conception
Le Shahed-131 est propulsé par le moteur Serat-1 Wankel, qui est une copie du moteur du Beijing Micropilot UAV Control System Ltd MDR-208 Wankel,. Un moteur de ce type a été utilisé pour le drone lors de l'attaque Aramco de 2019 à Abqaiq, qui a été renvoyé au Secrétariat de l'ONU dans le cadre des enquêtes de la résolution 2231 2020.
L'unité de commande de vol Shahed-131 s'est avérée capable de se connecter aux satellites Iridium, ce qui permet en théorie de modifier la trajectoire en cours de vol,. Le contrôleur de vol dispose d'un système de navigation inertielle de secours par gyroscope. Ses instructions principales sont dérivées d'une unité GPS de qualité commerciale.
Selon un article du Royal United Services Institute, les origines du Shahed 131 sont obscures.
Son ogive pèse 15 kg et sa portée est de 900 km,.

## Historique opérationnel
Il a été allégué que le drone a été vu pour la première fois dans la péninsule arabique lorsqu'il a été utilisé pour attaquer des cibles saoudiennes par les rebelles houthis. Cependant, le Washington Post a rapporté que d'autres types de drones avaient été utilisés lors de cette attaque.
Il a été utilisé lors de l'invasion russe de l'Ukraine en 2022, sous un nom russe Geran-1.

## Utilisateurs
- Iran
- Russie : nommé Geran-1[12].

### Acteurs non étatiques
- Houthis[13]

## Sources et références
1. 1 2  (en) « A "Younger" Version Geran-1 (Shahed-131) Kamikaze Drone Spotted After Night Attack From Crimea | Defense Express », sur en.defence-ua.com (consulté le 11 juillet 2023)
2. 1 2 3  « Russians began to use Shahed-131 kamikaze drones - Militarnyi », sur mil.in.ua (consulté le 11 juillet 2023)
3. ↑  « Russia's Iranian Shahed-131 Drones Have US-Made Components », www.uasvision.com (consulté le 14 janvier 2023)
4. 1 2  (en) « The AFU captured a kamikaze drone Shahed-131 - a smaller version of Shahed-136, weighing 135 kg, warhead weighing 15 kg and a launch range of 900 km », sur gagadget.com (consulté le 11 juillet 2023)
5. ↑  (en) « Ukraine conflict: Details of Iranian attack UAV released », sur Janes.com (consulté le 11 juillet 2023)
6. ↑  « Takeaways from Iranian National Aerospace Exhibition 2014 », www.uskowioniran.com,‎ 25 novembre 2014 (lire en ligne, consulté le 18 décembre 2022)
7. 1 2  « https://twitter.com/mhmiranusa/status/1207749048960245760 », sur Twitter (consulté le 11 juillet 2023)
8. ↑  « An Advanced Radio Communication Device on American Processors Found in the Shahed-136 », Defense Express, Kyiv, 6 octobre 2022 (consulté le 19 octobre 2022)
9. 1 2  (uk) « Не тільки Shahed-136, з'явилось детальне дослідження ще одного іранського дрона камікадзе, який використовує РФ », Defense Express, Kyiv (consulté le 18 décembre 2022)
10. 1 2  Russia’s Iranian-Made UAVs: A Technical Profile. Royal United Services Institute. 13 January 2023.
11. ↑  (en-US) Shane Harris, Dan Lamothe, Alex Horton et Karen DeYoung, « U.S. has viewed wreckage of kamikaze drones Russia used in Ukraine », Washington Post,‎ 20 octobre 2022 (ISSN 0190-8286, lire en ligne, consulté le 11 juillet 2023)
12. ↑  « How Russia's Newest Drone Warhead Can Ruthlessly Destroy Energy Infrastructure in Ukraine », 24 février 2023
13. ↑  « Yemeni Houthis Display Iranian Drones and Loitering Missiles - Defense Update », 27 septembre 2022